# Gruppo mosa-renano

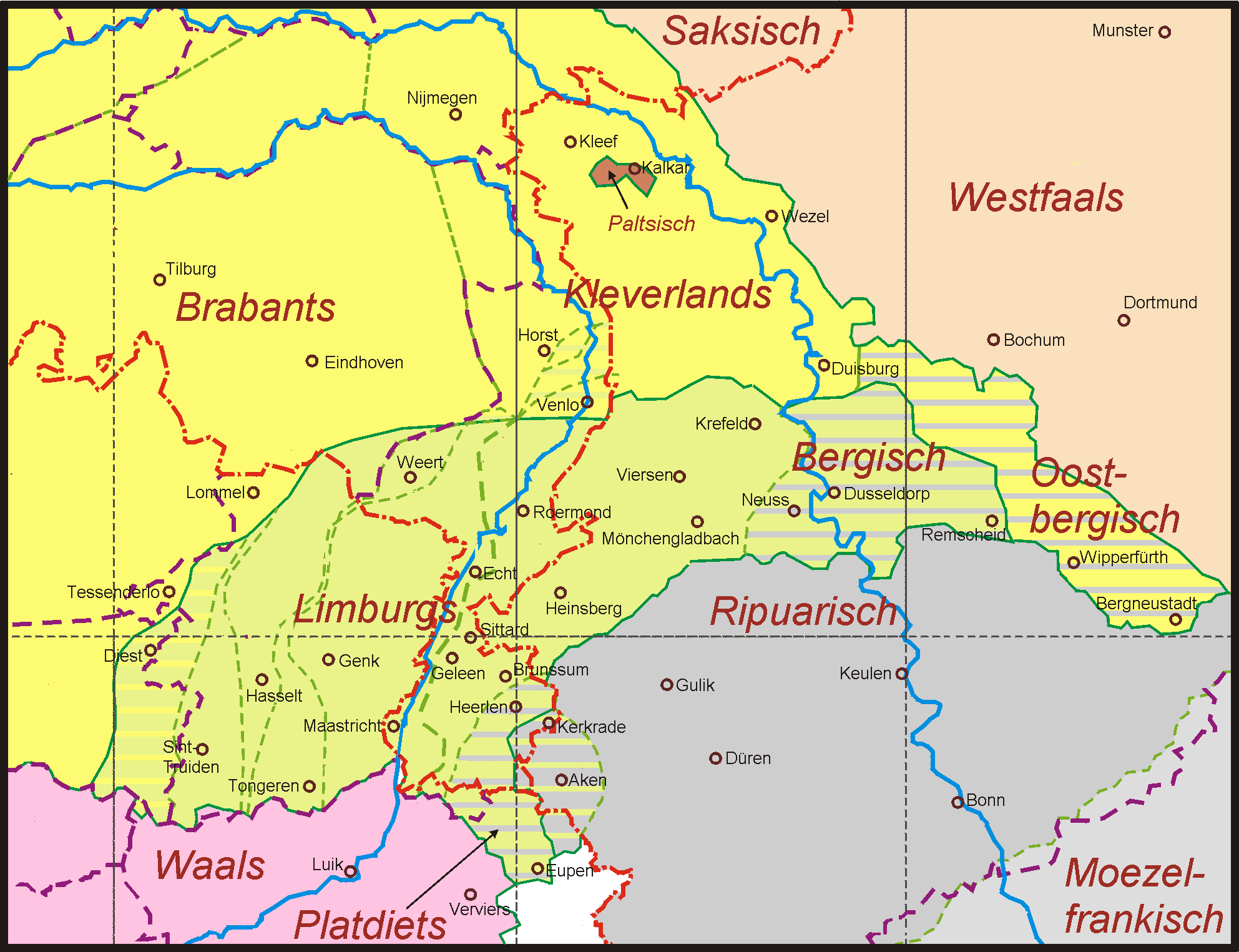
I dialetti tra Mosa e Reno.

Il mosa-renano come definito da Arend Mihm.

Il cosiddetto mosa-renano o reno-mosano (in olandese: Maas-Rijnlands o Rijn-Maaslands, in tedesco: Rheinmaasländisch), noto in linguistica tedesca anche come basso renano (in tedesco: Niederrheinisch), è un gruppo linguistico composto da diverse varietà del basso francone e del ripuario parlate nella zona a cavallo dei fiumi Mosa e Reno.
Questa zona comprende le regioni del Limburgo, della Renania e del Bergisches Land, negli attuali Belgio, Paesi Bassi e Germania.
In questo gruppo sono solitamente inclusi:
- la lingua limburghese
- il dialetto Kleverlands